# Kvindevalgretsklubben
Kvindevalgretsklubben (KVK) var en dansk kvinnorättsorganisation, verksam mellan 1906 och 1913. Syftet var att verka för Kvinnlig rösträtt. 
1906 bildade Johanne Münter Kvindevalgretsklubben (KVK), som var verksam till 1913. Det blev en undergrupp till Danske Kvindeforeningers Valgretsforbund. Syftet var att verka för införandet av kvinnors rösträtt. Münter var KVK:s ordförande under hela dess verksamhetstid. Hon utgav också föreningens tidning, Kvindestemmerets-Bladet (1907–1913). KVK upplöstes 1913.